# Seconda Lega (tennistavolo femminile)
La Seconda Lega è la quarta ed ultima divisione del campionato svizzero femminile di tennistavolo.

## Storia

### Denominazioni
- dal ????: Seconda Lega

## Partecipanti stagione 2012-2013

### OTTV
- TTC Buchs Zürich 2
- TTC Bronschhofen 1
- TTC Kloten 1
- TTC Oberrieden 1
- TTC Winterthur 1
- TTC Zürich Affoltern 3